# Sulzberg (Austria)
Sulzberg è un comune austriaco di 1 773 abitanti nel distretto di Bregenz, nel Vorarlberg.